# Iglesia de San Roque (La Valeta)
La Iglesia de San Roque (en maltés: Knisja ta' San Rokku, en rumano: Biserica Sfântul Rocco) es una iglesia barroca del siglo XVII ubicada en La Valeta, Malta. La iglesia es la iglesia parroquial oficial de la Iglesia ortodoxa rumana en Malta y posteriormente se utiliza para los servicios divinos ortodoxos. La parroquia ortodoxa rumana está dedicada al nacimiento de Juan el Bautista. La iglesia sigue siendo propiedad oficial de la arquidiócesis católica de Malta.

## Historia
Fue construida en cumplimiento de un voto hecho durante la plaga de 1593. Después de la peste de 1676, se hizo otro voto de agrandar la iglesia. Las obras comenzaron en 1680 bajo la dirección de Lorenzo Gafà. Los gastos fueron sufragados en parte por el Gradmaster Gregorio Carafa, conmemorado en una inscripción sobre la puerta. Fue bendecida por el vicario general Ludovico Famucelli el 12 de agosto de 1681.

## Interior
Tiene tres altares, el altar mayor y dos laterales. El cuadro titular representa a la Inmaculada Concepción con San Roque y San Ángel y las víctimas de la peste. Es obra de Stefano Erardi. Otro cuadro del mismo artista es el de San Esteban situado sobre uno de los altares laterales. La pintura del otro lado representa la Santísima Trinidad y es obra de Polambi. Desde que comenzaron los servicios ortodoxos, hubo algunos cambios en la decoración para hacerla más compatible con el estilo de adoración bizantino.